# Uraeotyphlus oommeni
Uraeotyphlus oommeni és una espècie d'amfibis gimnofions de la família Ichthyophiidae. Va ser descrit per David J. Gower i Mark Wilkinson el 2007. El nom específic honora Oommen V. Oommen, zoòleg de la Universitat de Kerala.
No se sap res d'aquesta espècie, amb només un sol exemplar recollit d'un hàbitat desconegut. Tanmateix, si s'assembla a altres membres del gènere, probablement és ovípara amb ous terrestres i larves aquàtiques. Sembla que els adults viuen sota terra. És possible que viu en altres hàbitats de la zona, inclòs el bosc adjacent o a llocs de més altitud.

## Distribució
Només se'l coneix de la localitat tipus (Bonccord, districte de Thiruvanathapuram, sud de Kerala als Ghats occidentals de l'Índia meridional.